# Contador assíncrono
O contador assíncrono é um circuito digital que varia o estado de acordo com o sinal de entrada. É utilizado para criar sequências, geradores de frequência e conversão de analógico para digital.
Neste tipo de circuito, a entrada de clock para todos os flip-flops não é comum. O clock é colocado no primeiro flip-flop e depois a saída do primeiro é ligada na entrada clock do segundo. A saída de bits é sequencial e o primeiro flip-flop é o que recebe os pulsos de clock, sendo o bit do último flip-flop o mais significativo da contagem.
Os contadores assíncronos, quanto ao modo de contagem, podem ser classificados como crescentes e decrescentes.

## Contador assíncrono de década
O contador de década precisa contar de 0 até 9. No código  BCD 8421 é necessário ir de 0000 até 1111. Para ele contar de 0 até 9 precisamos jogar um clear quando o número for 10.

## Crescente
O contador assíncrono crescente, ou progressivo, conta uma sequência de números crescentes. 
Nestes contadores, a saída de um flip-flop é ligada a entrada de clock do flip-flop seguinte, ou seja, somente um flip-flop é controlado por pulsos de clock externos. O numero “n” de estados internos irá caracterizar o modulo do contador. Assim, por exemplo, um contador que possui oito estados internos é dito de modulo 8. Se este contador for do tipo crescente, a sua base binária de contagem é de 000 a 111.

## Decrescente
O contador assíncrono decrescente, ou regressivo, conta uma sequência de números decrescentes.
O circuito que efetua a contagem decrescente se diferencia da contagem crescente apenas pela forma de obtenção dos clocks dos flip-flops: a partir das saídas complementares. Um outro circuito com mesmo resultado pode ser obtido quando as saídas do contador são extraídas das saídas complementares dos flip-flops.